# ヴッパータール空中鉄道
ヴッパータール空中鉄道（ヴッパータールくうちゅうてつどう、独: Wuppertaler Schwebebahn）は、ドイツのヴッパータールに存在する懸垂式モノレール。正式名称は「Einschienige Hängebahn System Eugen Langen（英: Eugen Langen Monorail Suspension Railway）」である。直訳すると「オイゲン・ランゲン式単軌懸垂鉄道機構」となる。
本項では、ヴッパータール空中鉄道について説明するほか、同鉄道が採用しているランゲン式モノレールシステムについても説明する。

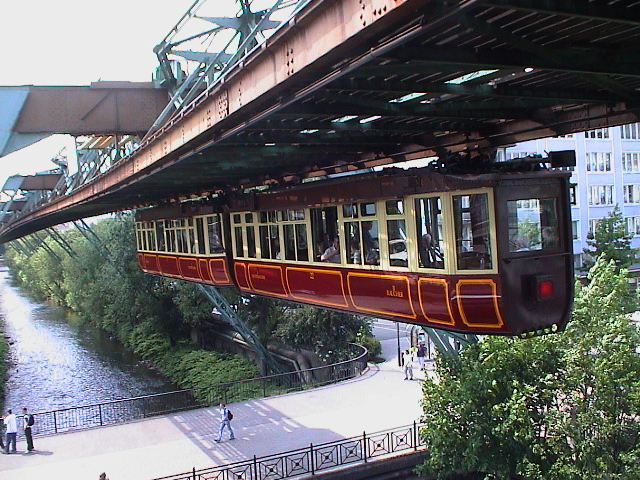
お召し車輌（動態保存車）

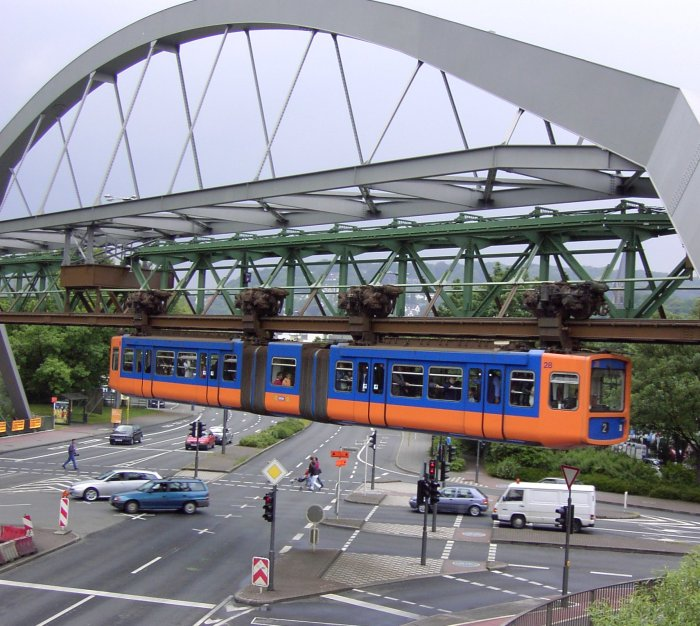
交差点の上空を通過する列車

## 概要
民間のドイツ人技師カール・オイゲン・ランゲン (Carl Eugen Langen 1833-1895) が開発したランゲン式を採用している。1898年に着工され、1901年に開通した。幾度かの更新を経て2020年現在も都市交通機関として使われており、現役最古のモノレールとなっている。
総延長は約13.3キロメートル。うちオーバーバルメン - ゾンボルン通りの間の約10キロメートルはヴッパー川の上約12メートルの高さに架けられている。ゾンボルン通り - フォーヴィンケルの間の約3.3キロメートルは道路上に架けられ、高さは約8メートルとなっている。全線の所要時間は約30分。
ヴッパータール空中鉄道は、ライン＝ルール運輸連合 (VRR)に加盟しており、VRRの乗車券で乗車することができる。
2018年9月13日に、湘南モノレールと「姉妹懸垂式モノレール協定書」を締結した。

## ランゲン式モノレールとヴッパータール空中鉄道の歴史

### 建設に至る経緯
懸垂式モノレールのアイディアを考えついたのはイギリスのヘンリー・ロビンソン・パーマー(1795年-1844年)であり、1821年のことであった（参考→パーマー式モノレール）。それまでに存在したいかなる鉄道とも異なるそれは、懸垂式モノレールの車体を馬力で牽引するというもので、1824年に実用化された。ドイツ人の著名な企業経営者であり政治家でもあったフリードリヒ・ハルコルトはそのアイディアを気に入り、エルバーフェルト（現在ヴッパータール市の一部）の役所に実現を働きかけ、またこの構想を広くアピールした。
1826年9月9日、エルバーフェルトの評議員たちは会合を持ち、ルールからのパーマー式鉄道の敷設のためにヴッパー川の上空を使うことの許可について検討を行った。フリードリヒ・ハルコルトは評議員たちとともに、ルートの検討を行った。この際の想定路線は、エルバーフェルトとヒンスベック、あるいはランゲンベルクを結ぶというものであった。しかしながら、土地所有者から異議が出され、結局この計画は実現はしなかった。
1880年代、技術者のカール・オイゲン・ランゲンは、ケルンの自工場で運搬を行うために懸垂式モノレールを開発して使用していた。この技術を人や物資の輸送に応用できることに気づき、植民地への採用を働きかけたが、採用には至らなかった。ランゲンの構想が実現されたのが、ヴッパータールである。この町では発展に伴い鉄道の導入が検討されていたが、地上は用地確保が難しいため河川上を通る高架鉄道の案が出た。しかし、ベルリンで実施されているような高架鉄道は、川幅が狭くカーブが多いため、実現困難であった。その点、オイゲンが提唱する単軌式で懸架方式の鉄道は、小型かつカーブの遠心力を車体が傾斜することで吸収でき、最適であった。このためヴッパータール市は、1894年に空中鉄道方式を採用することを決定した（2003年に、ライン地方産業遺産事務所は、ヴッパータール空中鉄道の試験線を発見した、とプレス発表している）。
ランゲンの構想によるヴッパータール空中鉄道は、1898年に着工された。その後、1900年10月24日にドイツ皇帝ヴィルヘルム2世の臨席を受けて試運転が行われ、1901年に部分開通のはこびとなった。建設期間は3年、政府から派遣された優秀な建築家であったヴィルヘルム・フェルトマンが工事の総監督にあたった。
最初に開通したのは、クルーゼ・劇場駅 - 動物園・スタジアム駅間で、1901年3月1日のことであった。その後、西側終点となるフォーヴィンケル駅までが5月24日に開通。東側終点となるオーバーバルメンまでが全通したのは1903年6月27日であった。建設に使われた鉄材の総量は実に19200トンにも及んだとされるが、建設当時ヨーロッパでも最大級の産業都市とされていたヴッパータール市は間近に製鉄所などもあり、資材調達には何ら支障がなかった。建設費は1600万金マルクであった。

### 第二次世界大戦による運休
その後、第二次世界大戦によって被害を受けしばらく運休した時期もあったが、終戦後の1946年と早い時期に、運行再開にこぎつけている。

### 近代化事業

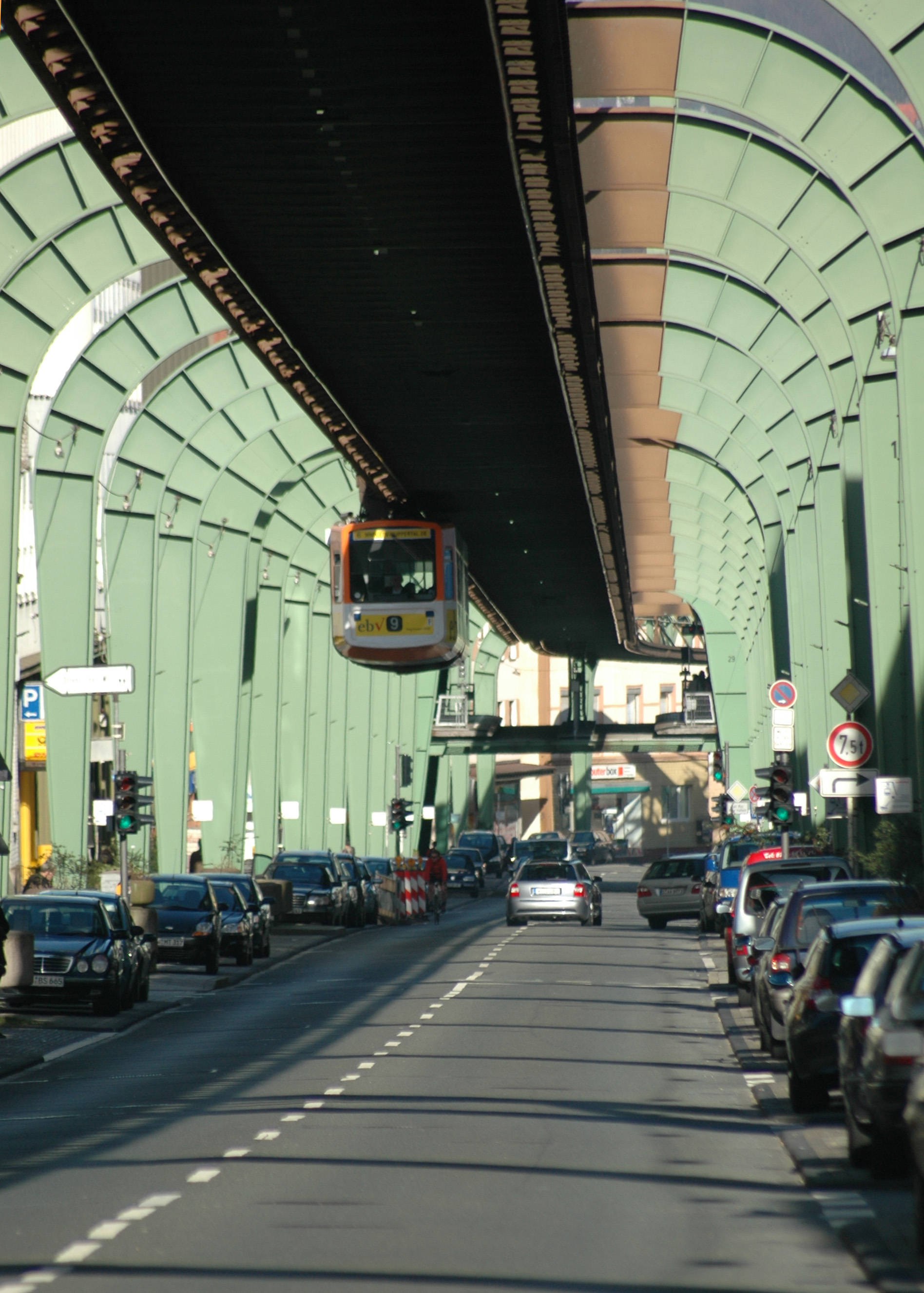
Kaiserstr.

1950年にサーカスの宣伝の為に空中鉄道に乗せられた象のタフィーが車両から落下するも一命を取り留める、という事故が発生。
ヴッパータール空中鉄道は、一日あたり約75000人の乗客を運ぶ都市交通機関としての実績を積み重ねてきており、世界でもっとも安全な乗り物のひとつであると受け止められている。1997年には大規模な見直しが行われ、駅設備なども含めて現代の交通機関にふさわしいものとなるよう近代化されることになった。第二次世界大戦中に被災し休止が続いていたクルーゼ・劇場駅も再建・再開されることになった。
しかし2001年の完成を目指していた更新工事は1999年、工事の作業ミスに起因する列車の脱線・転落事故を引き起こして死者5人・重軽傷者45人の惨事をもたらしたために遅れ、2004年に竣工した。また費用も当初見積もりの2億5000万ユーロから3億9000万ユーロへと増加した。
2004年以降は、ほとんどの駅に監視カメラなどの装備が設置されている。

## 技術的な概要

### 車輌

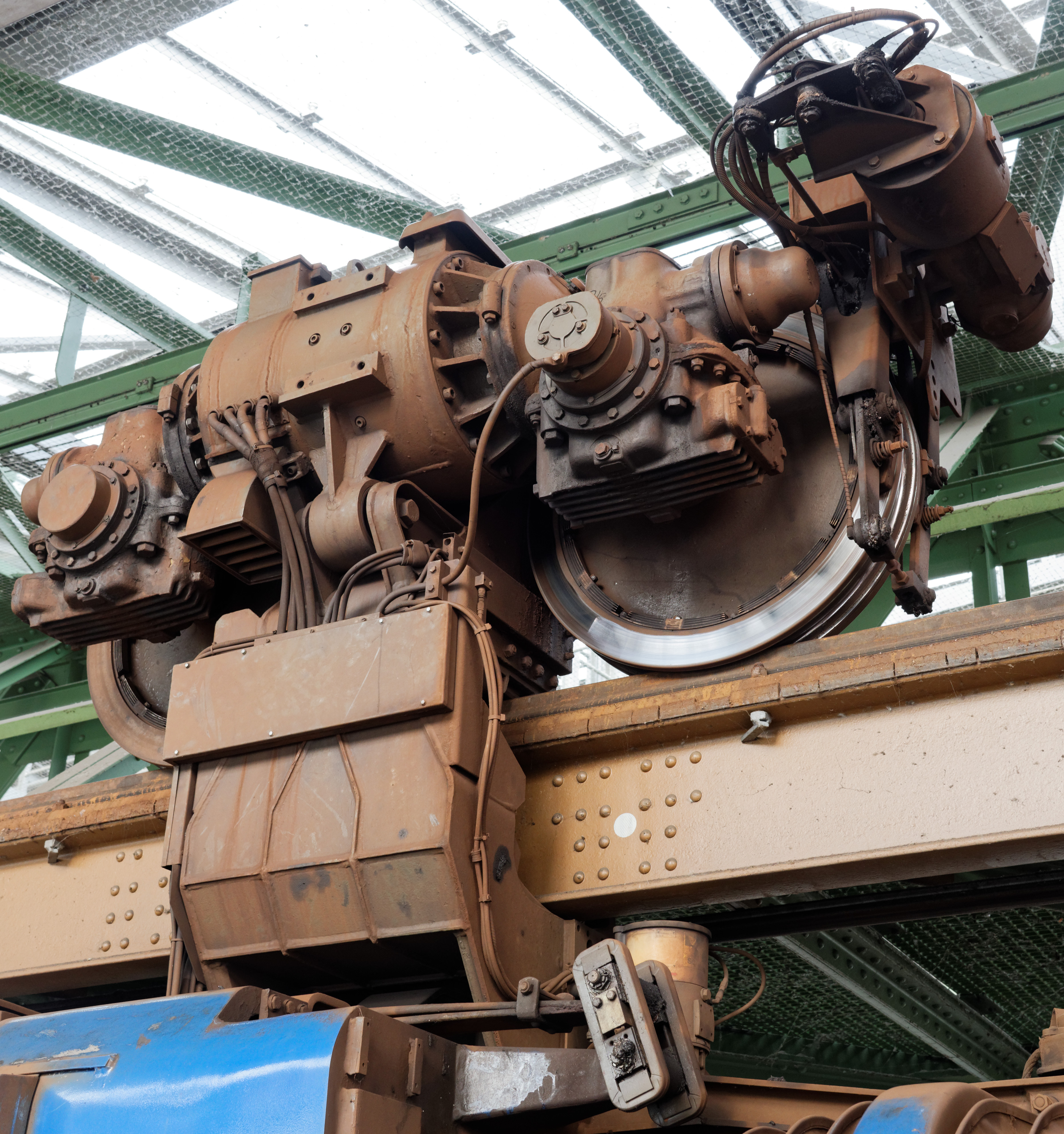
ヴッパータール空中鉄道の台車

ヴッパータール空中鉄道で採用しているランゲン式モノレール方式では、鋼鉄製の両フランジの車輪が、その溝の間に鋼鉄製のレールをはさむことで支持・案内を行い、その下に車体をぶら下げるという方式になっている。モノレール・ソサエティでは「ランゲン式」という名称を用いず「両フランジ式懸垂モノレール（Suspended - Double Flanged）」と呼んでいる。
レールは片持ちで支えられ、車輌はレールとは逆側に伸ばされたアームで台車にぶらさがるかたちになる。この構造のため、走行系は左右が非対称となっており、線路と車輌の方向は決められてしまう。通常の鉄道車輌では180度方向転換をしてもそのまま走ることができるが、ランゲン式では不可能である（そのため、ヴッパータール空中鉄道では、複線とした上で両端駅にループを設け、全体としてドッグボーン型のレイアウトを構成し、問題を回避している）。
動力は600ボルトの直流が採用されており、車輪はモーターによって駆動される。当初はモーターと車輪はローラーチェーンで結ばれ駆動されていたが、その後投入された車輌ではウォームギヤ駆動に変更されている。1台車1モーター2軸駆動である。
2008年現在で主力の車輌は、1970年に製造されたもので、全長24メートルの4ドア車。一編成あたりの座席数は48席で、立席には約130名が乗ることが可能。最高速度は60km/hで、路線全体の平均速度は約27km/hとなっている。
他に、1900年にドイツ皇帝ヴィルヘルム2世が試乗したお召し車輌が動態保存されており、記念列車やチャーター列車として運行されることがある。

### 路線・線路
線路と線路支持体は486本の柱と橋梁構造で支えられている。全線が複線となっており、両端には方向転換用のループが設けられていて、全体として線路は円環配線となっている。

### 分岐
分岐は、それぞれの方向に即した線路を平行移動させて切り替えるという方法で実現されている。方向転換をする際には列車を180度転回させる必要があるため、路線中途での方向転換のためのターンテーブルも存在していたが、前述の近代化事業に伴う更新工事により消滅している。

### ランゲン式の採用例
ランゲン式をそのまま採用したモノレールは他には開業されず、孤立様式となっている。しかし、同じく1901年に開業したドレスデンのモノレール(ドレスデン・サスペンション鉄道)は、計画にランゲンが関わっており、構造も似通っている。ただ、ドレスデンのモノレールは、長さは274mと短いが高低差が84mあり、丘陵を昇ることが主目的となっている。ヴッパータールと違って車両は動力がなく、駅からロープで牽引されており、動力的にはケーブルカーである点で、世界でもユニークな存在である。
また、ランゲン式を参考にして車輪をゴムタイヤとした上野式やIビーム式が開発され、前者は上野モノレールにて、後者はスカイレールみどり坂線にて運用されていたが、2024年現在、いずれも廃止されている。

## 事故

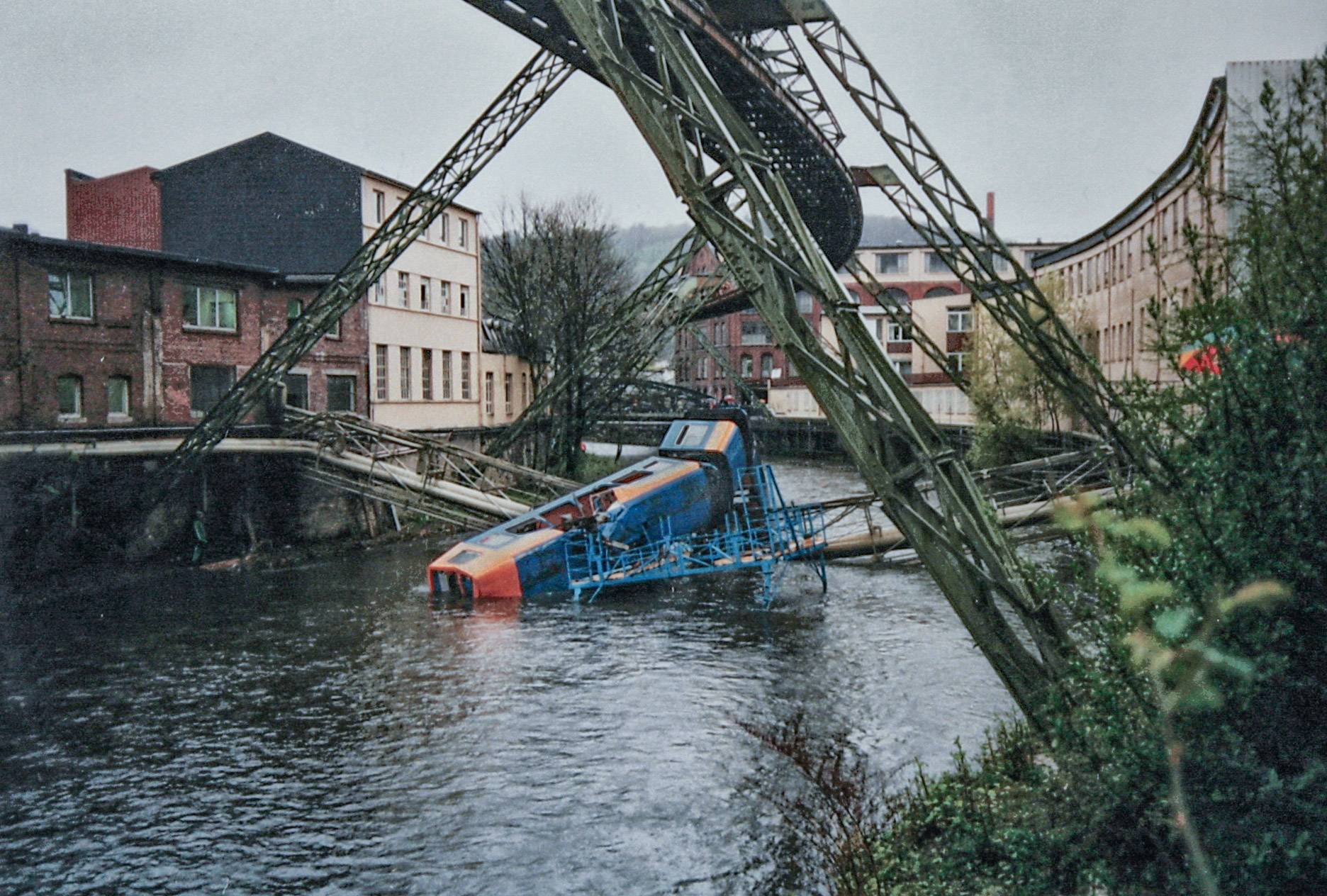
1999年4月12日に発生した車両落下事故

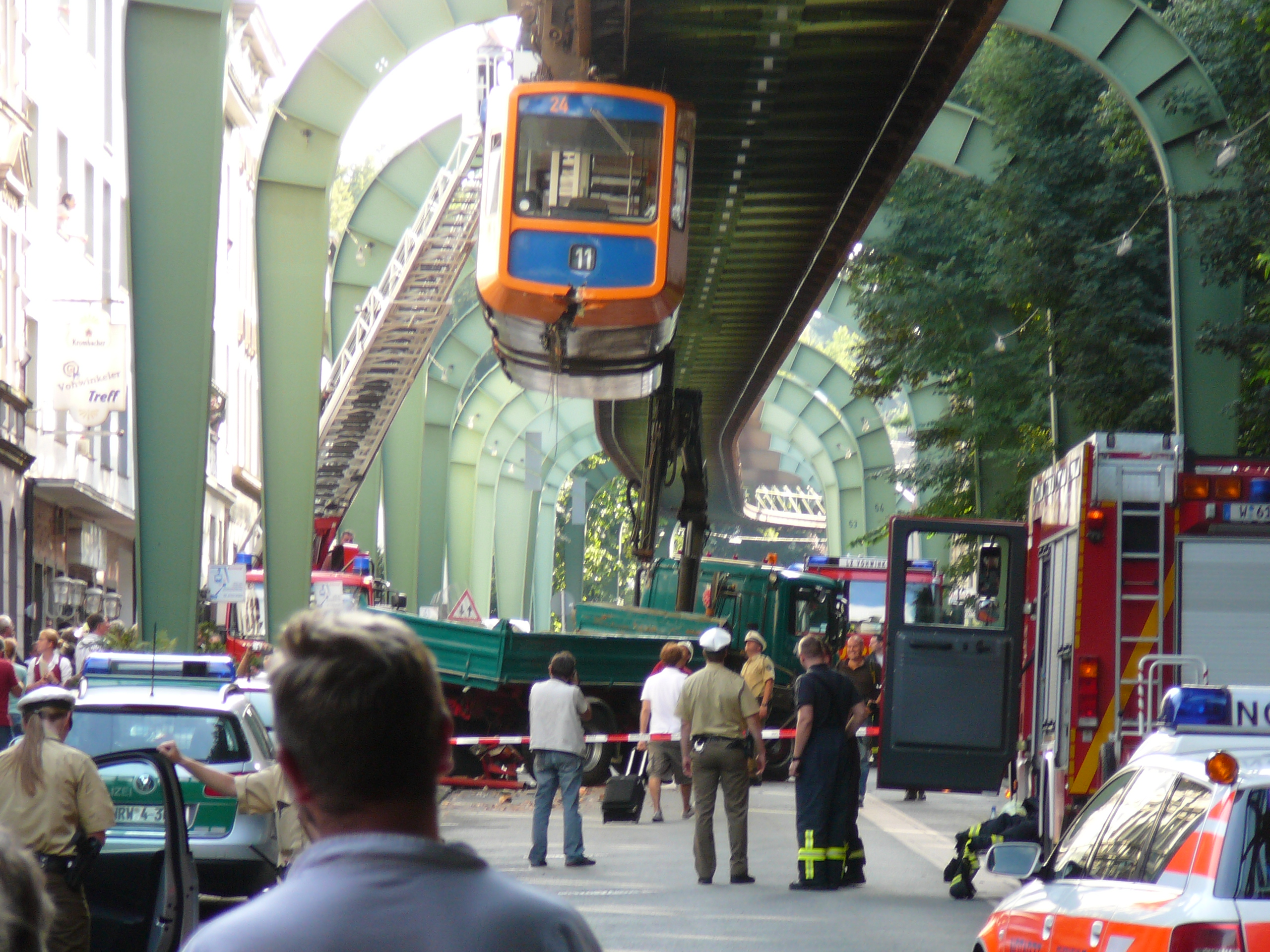
2008年8月5日に発生したクレーン付きトラックとの衝突事故

- 1950年7月21日、公演のためにヴッパータール市に滞在していたアルトゥフ・サーカス (Zirkus Althoff) が、3歳の仔象タフィーを空中鉄道に乗せて広告宣伝を行っていたところ、騒音と振動のためにタフィーが暴れ、車体を突き破って車外に転落した。ヴッパー川に沿って河川直上を走行するルート上であったため、9m下の水面に落下したタフィーは軽傷で済み、その後も39年を生きた。また、同行の記者と乗客1名も軽傷を負った。この事故に対して法廷は、空中鉄道はゾウの輸送手段として適切ではないと認定し、交通機関を危険に晒したとしてサーカスのディレクターと空中鉄道の責任者に罰金刑を課した。タフィーが落ちた地点付近の家屋の壁にはゾウのイラストが描かれている[7]。
- 1999年4月12日5時45分頃、フォーヴィンケル発オーバーバルメン行き始発列車（GTW72形第4編成）がロベルトダウムプラッツ駅を発車した直後、30km/hで走行中の先頭台車がレール下の軌道桁に取り付けられた大型の工事用金具に衝突して脱線した。車体は右に傾いて編成ごと10m下のヴッパー川に転落し、車体からちぎれてレール上に残された台車も落下して車体を突き破った[8]。事故に気づいた現場沿線の文具メーカーELBA社の工場従業員らが川に飛び込み、負傷した乗務員とともに乗客の救助にあたったほか、消防隊員ら150人が出動し、重軽傷者47人を救出してヴッパータールなど3市の病院に搬送した。男性2人が車内で、女性1人がウッパー川下流でそれぞれ遺体で見つかったほか、重傷者のうち2人が収容先の病院で死亡した。本路線では1997年11月から毎週末に開業100周年（2001年）に向けた軌道や支持構造の近代化工事が順次行われており、金具は作業用足場のつり下げ用に作業中にのみ軌道桁に取り付けていたものであった。当日の現場付近は作業が遅れ、始発列車がフォーヴィンケルを発車するわずか10分前に足場を撤収した際、金具を撤去し忘れていた。当鉄道における唯一の乗客死亡事故である。
- 2008年8月5日、軌道桁下の道路を走行中のクレーン付きトラックのクレーンと衝突した。
- 2018年11月、給電系統のブスバーが脱落し地面に落下した。けが人はなかったが全面改修が必要と判断され9ヶ月近くにわたり運休、2019年8月に再開。

## 駅一覧
- Oberbarmen Bf - 東側終点、DBオーバーバルメン駅に接続
- Wupperfeld
- Werther Brücke
- Alter Markt
- Adlerbrücke
- Loher Brücke
- Völklinger Straße
- Landgericht
- Kluse/Schauspielhaus
- Hauptbahnhof - DBヴッパータール中央駅に接続
- Ohligsmühle
- Robert-Daum-Platz
- Pestalozzistraße
- Westende
- Varresbecker Straße
- Zoo/Stadion
- Sonnborner Straße
- Hammerstein
- Bruch
- Vohwinkel - 西側終点、DBフォーヴィンケル駅に接続